# La plegaria
La plegaria es una escultura del autor Auguste Rodin realizada en el año 1909 y nombrada como "La prière" .
Una de las versiones en bronce que se realizaron de esta obra se encuentra en el museo Soumaya de la Ciudad de México.
Como ocurre con muchas de sus otras figuras, esta obra con sus superficies lisas e idealización del cuerpo femenino nos recuerda la escultura griega antigua.

## Origen
El autor experimento la exploración de la fragmentación volviéndose amante del segmento como un todo, precursor del arte moderno que se muestra pleno a través de lo inacabado creando figuras parciales  como en su obra  'L'homme qui marche' con lo que muchas personas no estaban de acuerdo ya que se interpretaba como una violación a la forma humana provista por dios.

Algunos críticos utilizaron sus obras tardías como vías de crítica argumentando una creciente dificultad del artista en la realización de proyectos como el monumento a Balzac (Monument to Balzac). 
. 